# Chodorówka Nowa
Chodorówka Nowa – wieś w Polsce położona w województwie podlaskim, w powiecie sokólskim, w gminie Suchowola.
| SIMC    | Nazwa   | Rodzaj    |
| ------- | ------- | --------- |
| 1012821 | Żuchowo | część wsi |

Od końca XVI wieku w pobliżu kościoła i cmentarza, po wschodniej stronie dzisiejszej szosy, istniał drewniany dwór Chodorówka. W jego pobliżu istniała zabudowa gospodarcza. W dniu 1 marca 1692 w czasie podróży do Knyszyna w dworze obiad zjadł król Jan III Sobieski z małżonką Marią Kazimierą. Dwór podupadł po obrabowaniu go przez Szwedów około 1703 roku i przeniesieniu zarządzania kluczem majątkowym do dworu Dubasiewszczyzna. Dwór istniał do połowy XIX wieku, a następnie w jego miejscu przeprowadzono parcelację, w wyniku czego powstała dzisiejsza wieś.
W latach 1954–1972 wieś należała i była siedzibą władz gromady Chodorówka Nowa. W latach 1975–1998 miejscowość administracyjnie należała do województwa białostockiego.
W Chodorówce Nowej znajduje się szkoła podstawowa oraz kościół parafii pod wezwaniem Matki Boskiej Pocieszenia. W miejscowości znajduje się także cmentarz rzymskokatolicki założony w 1617.
Przez wieś przebiega droga krajowa nr 8 oraz trasa europejska E67 – Via Baltica.

Chodorówka Nowa
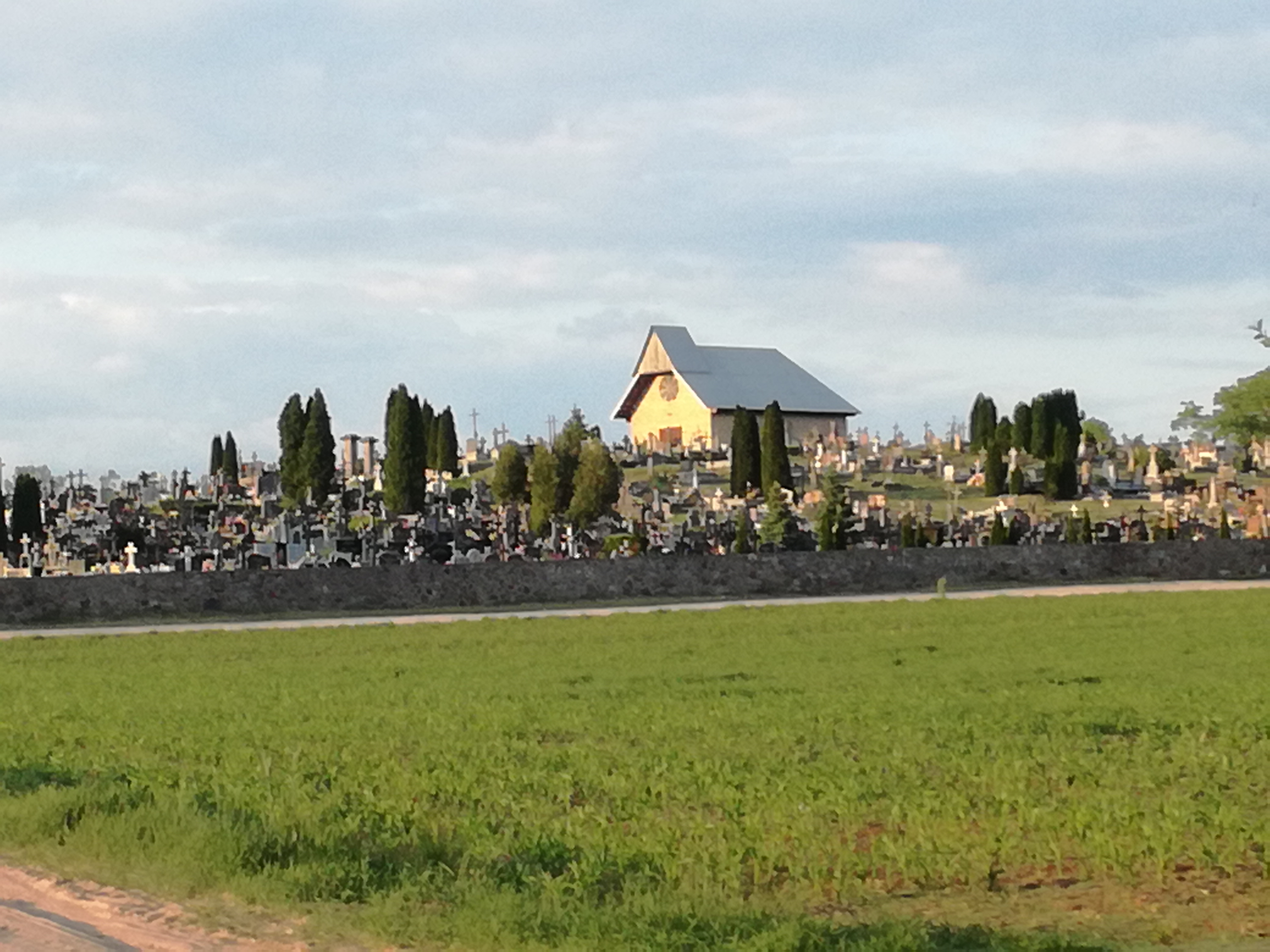
Cmentarz rzymskokatolicki
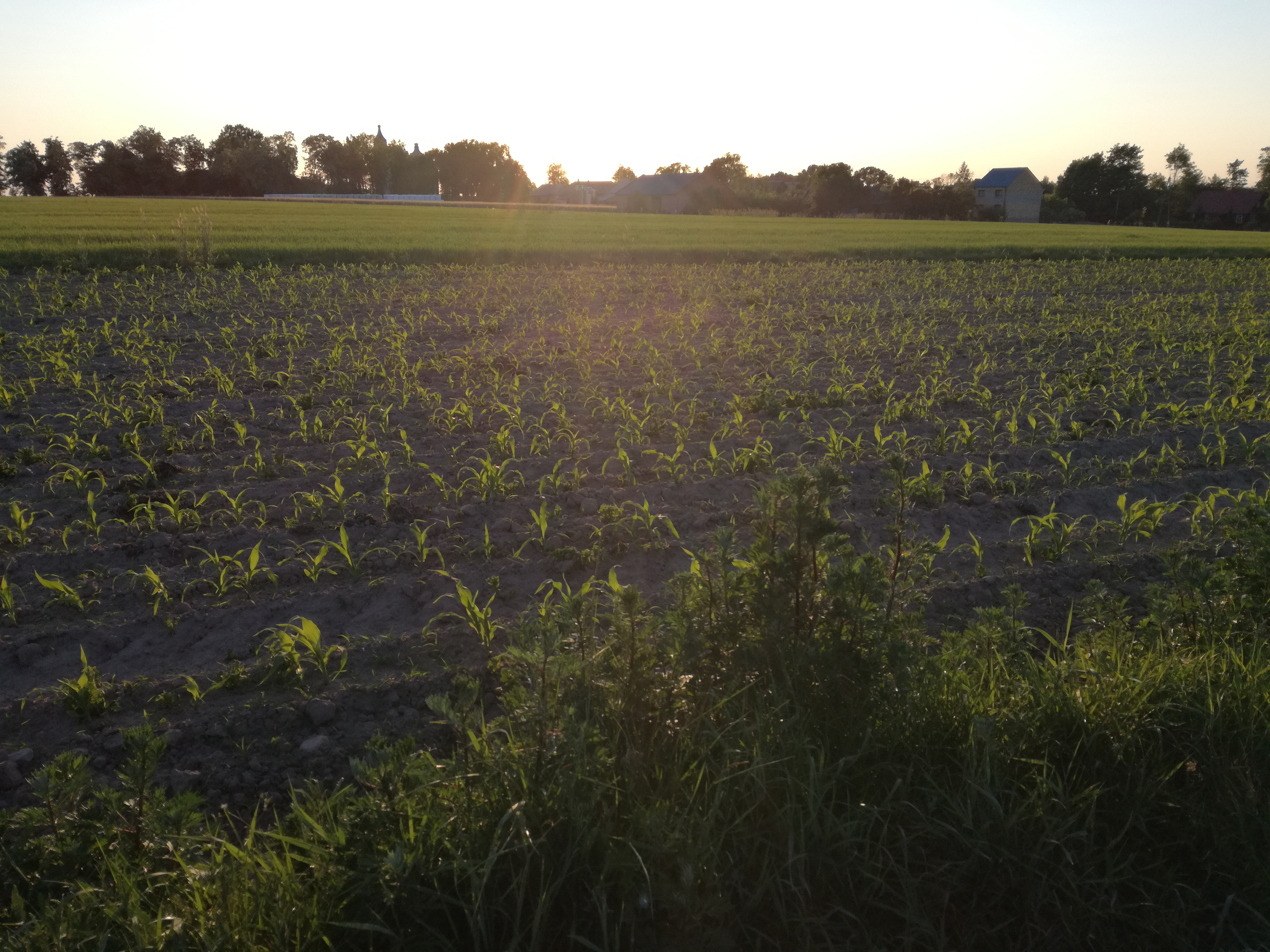
Widok wsi od wschodu
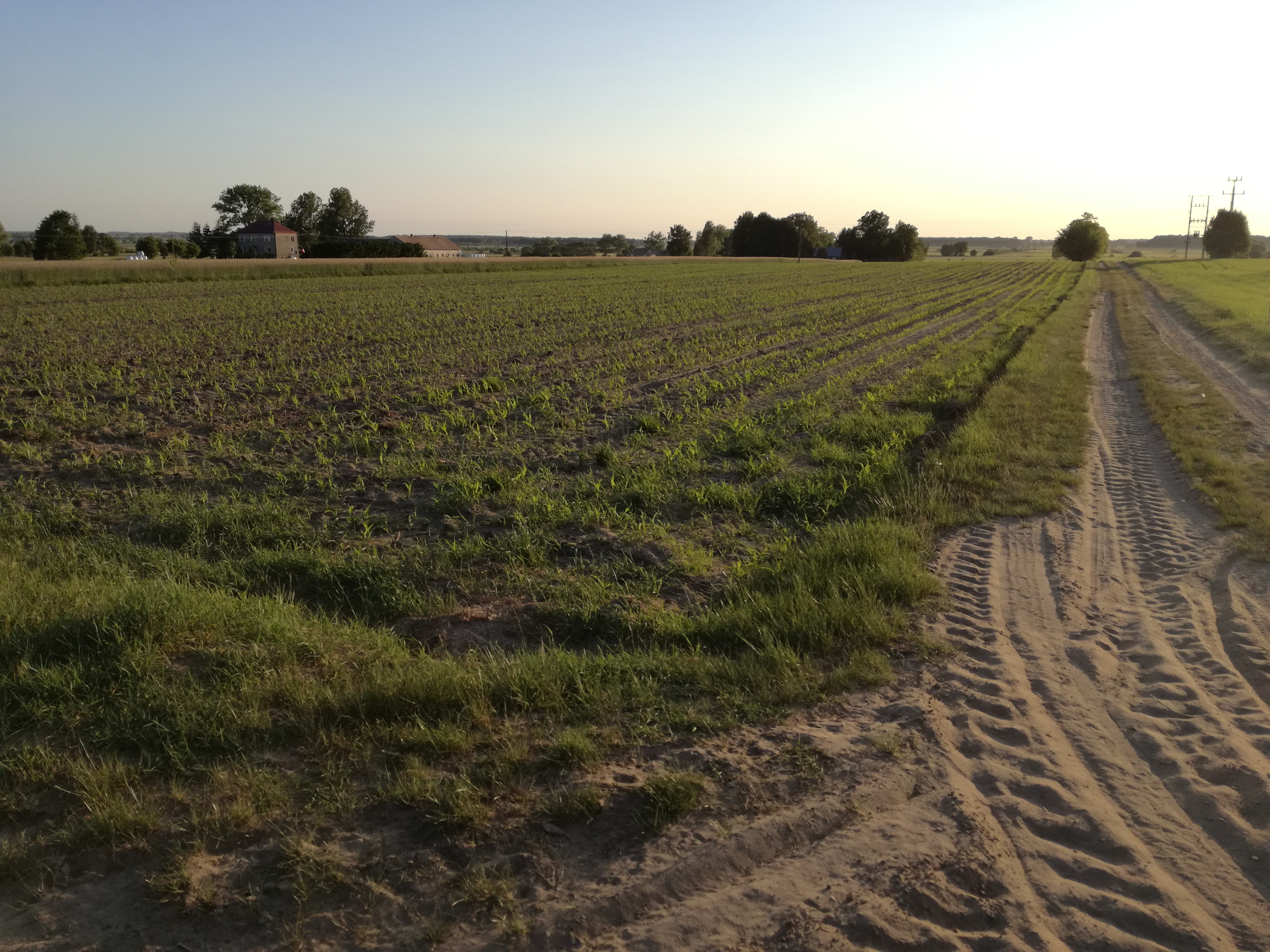
Żuchowo (część wsi)